# Modchip

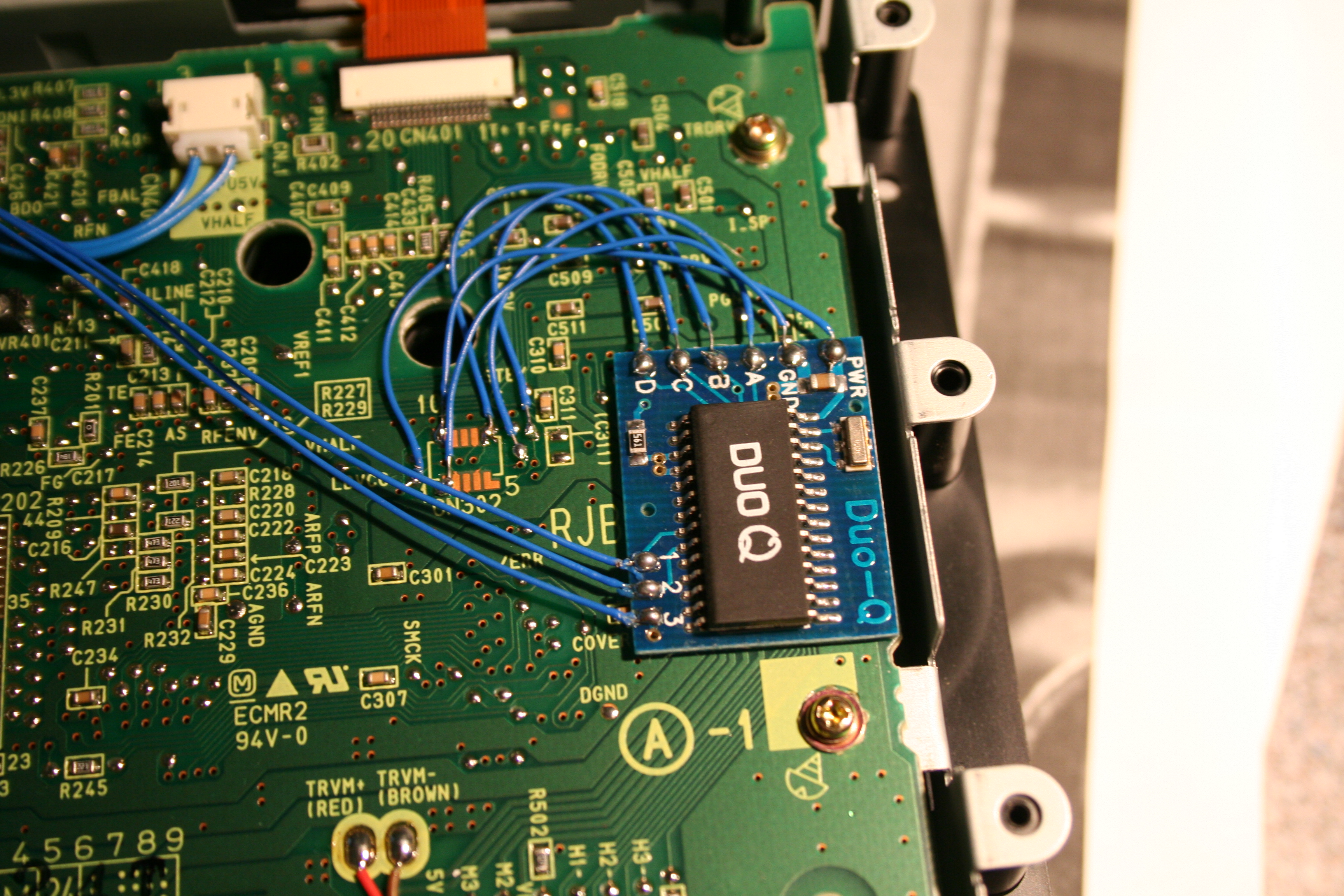
Gamecube-Modchip

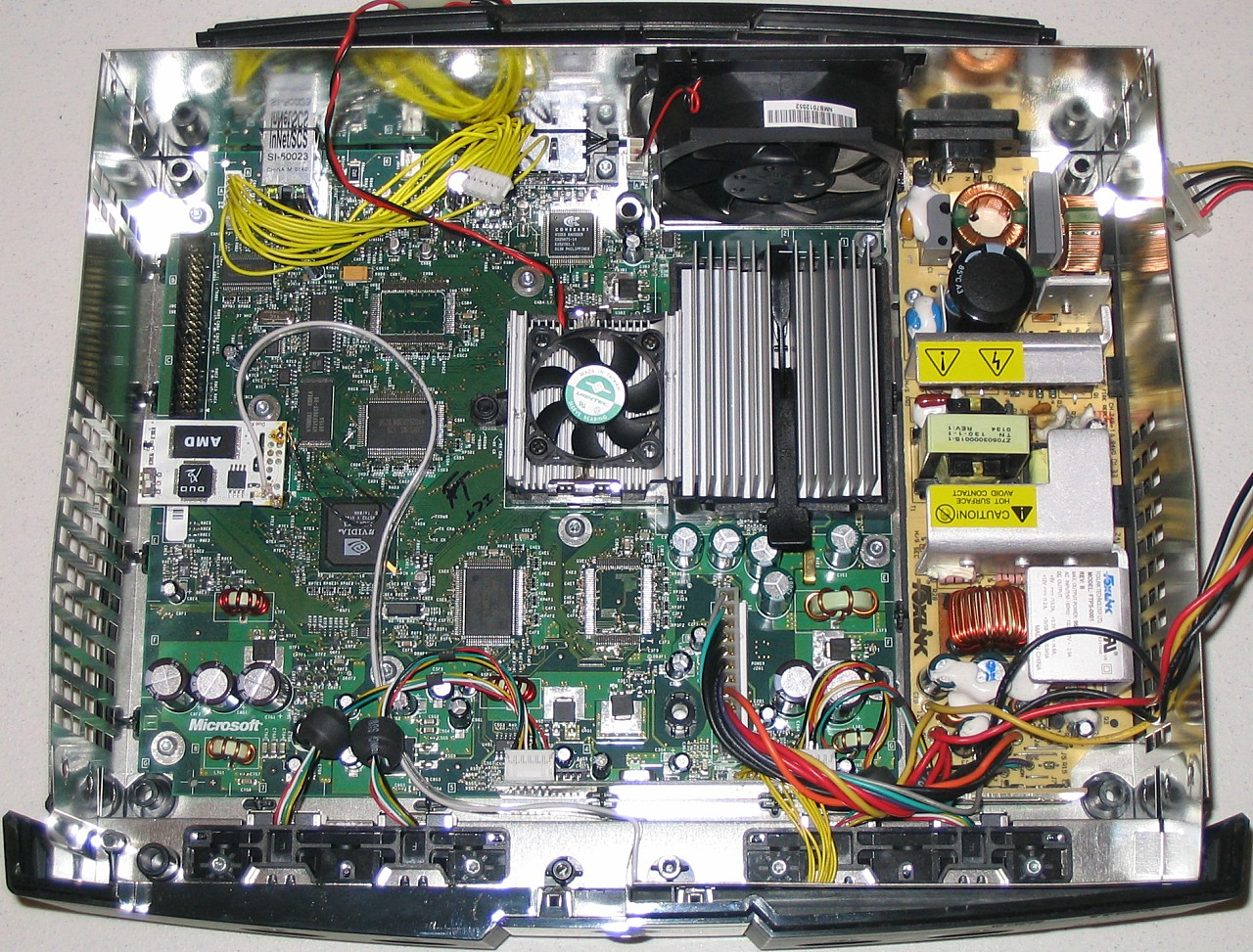
XBOX mit eingebauten MOD-Chip

Ein Modchip, auch Brennchip genannt, ist eine elektronische Schaltung, die dazu dient, den Kopierschutz von Spielkonsolen zu umgehen. Viele Modchips bestehen aus lediglich einem einzigen integrierten Schaltkreis (umgangssprachlich Chip). Die Bezeichnung Modchip ergibt sich aus Mod (kurz für Modifikation) und Chip.
Wenn man einen Modchip in die entsprechende Konsole einbaut, kann sie Sicherungskopien oder Import-Spiele abspielen. Die meisten Modchips werden mit Hilfe kurzer Drähte mit der Platine verbunden. In der Regel müssen zwischen 4 und 25 Punkte auf der Platine der Konsole gelötet werden.
Die verwendeten Chips basieren teilweise auf programmierbaren Mikrocontrollern. Neuere Chips greifen immer häufiger auf programmierbare Logikbausteine wie FPGAs und CPLDs zurück.

## Technisches
Verwendung fanden Modchips vor allem auf der PlayStation von Sony. Da die Playstation-Spiele auf CD ausgeliefert wurden und nur mit einem einfachen Kopierschutz ausgestattet waren, war ein solcher Chip ideal, um Sicherheitskopien oder Importspiele abzuspielen.
Sony hat die Spiele mit einer einfachen Kopierschutzmarkierung versehen: Ohne die Markierung startet die Playstation keine Spiele-Software. Die Markierung lässt sich mit handelsüblichen CD-Brennern nicht kopieren. Die meisten Playstation-Modchips täuschen das Vorhandensein dieser Markierung vor, sodass auch Kopien ohne Markierung gestartet werden können.
Auch bei der SEGA Dreamcast kam oft ein Modchip zum Einsatz, der das Spielen von Importspielen (NTSC-Spiele) und nicht zuletzt von kopierten Spielen auf CD-Rohlingen ermöglichte. Der Kopierschutz der Dreamcast wurde aber so weit ausgehebelt, dass das Starten von Sicherheitskopien auch ohne Modchip und Boot-CD möglich wurde.

## Moderne Anwendungen
Während frühe Modchips fast ausschließlich das Spielen von importierten oder kopierten Spielen ermöglichten, verfügen heutige Modchips häufig über eine Vielzahl von Zusatzfunktionen. Außerdem existieren sogenannte Homebrew-Anwendungen und Spiele. Diese Software wurde von Hobbyprogrammierern entwickelt und kann deshalb meist nur mit Hilfe eines Modchips ausgeführt werden.
Bei der Microsoft Xbox bietet der Einbau eines Modchips zusätzlich zu den oben aufgeführten Vorteilen noch den Vorteil, eine größere Festplatte einbauen zu können. Dadurch ist es möglich, auch Festplatten mit über 300 GB in der Xbox zu betreiben und mit einem alternativen Betriebssystem auch Filme in den unterschiedlichsten Formaten wie VCD, SVCD oder DivX anschauen zu können. Außerdem besteht die Möglichkeit, mit dem Betriebssystem Linux die Xbox als vollwertigen PC zu nutzen.
Seit der siebten Konsolengeneration verlieren Modchips immer mehr an Bedeutung. So versucht man heute durch Exploits das Betriebssystem der Konsole so weit zu modifizieren, dass der Kopierschutz des Herstellers umgangen werden kann. Dies hat den Vorteil, dass sog. Softmods in der Regel kostenlos und auch für den Laien ausführbar sind, da die handwerkliche Komponente des Lötens komplett wegfällt. Für stationäre Konsolen der achten Generation existiert derzeit mit Ausnahme der Wii U kein Softmod oder Modchip (Stand: Juli 2016).

## Rechtliches
Der Besitz von Modchips in Deutschland ist legal. Allerdings verwenden einige Modchips Originalsoftware des Konsolenherstellers, was gegen das Urheberrecht verstößt. Durch den Einbau eines Modchips gehen die Garantie- und Gewährleistungsansprüche für das jeweilige Gerät verloren, jedoch kann der Umbau bei einem Fachhändler zu einer Übernahme der Gewährleistung führen. Die Hersteller der Spielkonsolen verfolgen Modchip-Händler aktiv, haben allerdings meistens keine rechtliche Handhabe dagegen.  Nintendo, Microsoft und Sony gingen in der siebten Generation dazu über, die Installation von Modchips zu erkennen und die modifizierte Konsole daraufhin von diversen Online-Services auszuschließen.